# 마이 시스터즈 키퍼
《마이 시스터즈 키퍼》(영어: My Sister's Keeper)는 미국에서 제작된 닉 캐서베티스 감독의 2009년 멜로드라마 영화이다. 캐머런 디애즈, 애비게일 브레슬린, 앨릭 볼드윈, 소피아 바실리에바 등이 출연하였고, 스티븐 퍼스트 등이 제작에 참여하였다.

## 줄거리
11살 애나는 시험관 내 수정을 거쳐 급성 전골수성 백혈병(acute promyelocytic leukemia)에 걸린 15살 언니 케이트에게 골수를 공여할 목적의 맞춤형 아기로 태어났으며, 그간 무수한 수술을 받아왔다. 이제 케이트가 콩팥 기능 상실로 애나의 콩팥을 필요로 하게 되자 애나는 미성년자의 의료상 자립(medical emancipation)을 얻어내기 위해 부모를 고소한다.

## 출연진
- 캐머런 디애즈 - 세라 피츠제럴드 역
- 애비게일 브레슬린 - 애나 피츠제럴드 역
- 앨릭 볼드윈 - 캠벨 알렉산더 역
- 제이슨 패트릭 - 브라이언 피츠제럴드 역
- 소피아 바실리에바 - 케이트 피츠제럴드 역
- 헤더 월퀴스트
- 조앤 큐색
- 에번 엘링슨
- 토머스 데커
- 데이비드 손턴
- E. G. 데일리
- 린 셰이
- 엘리아 잉글리시
- 에밀리 데이셔넬

## 기타 제작진
- 공동 제작: 스티븐 포즌, 힐러리 셔먼
- 배역: 매슈 배리, 낸시 그린키스
- 미술: 존 허트먼
- 세트: 매기 마틴
- 의상: 셰이 컨리프